# Patentering

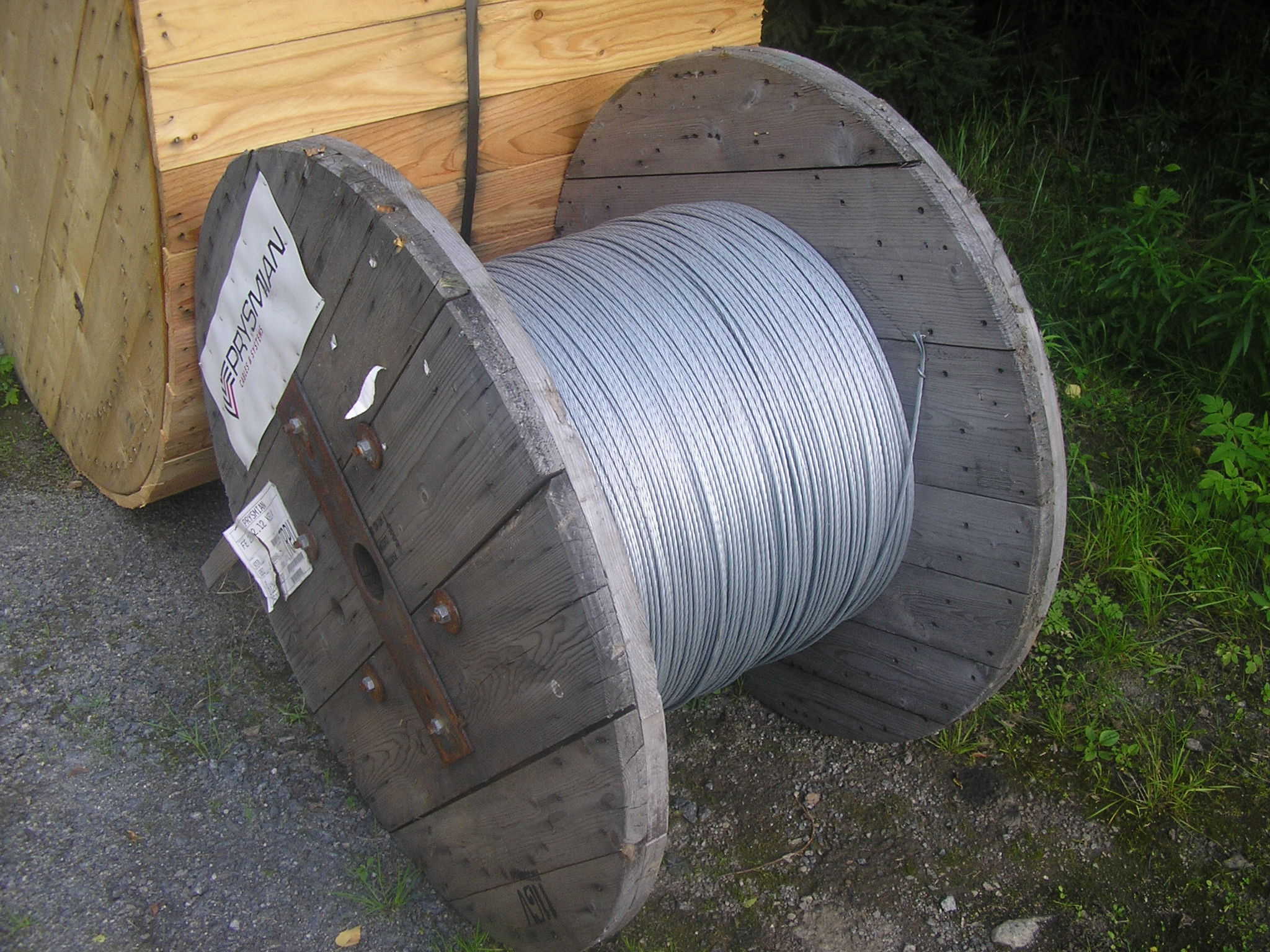
Stålvajer på rulle.

Patentering är en värmebehandling, som avser att ge stål, särskilt kolstålstråd, en mycket finkornig perlit.

## Process
När stålet har uppnått austenitisering, cirka 850°C, kyls materialet blixtsnabbt i blybad till cirka 500°C, där det omvandlas till en mycket finkornig perlit. Vattenkylning, direkt efter trådvalsning, ger resultat som motsvarar patentering.

## Egenskaper
Man får en hög brottgräns, en god seghet och bra bearbetbarhet vid efterföljande dragning. Patentering av ståltråd används vanligen vid tillverkning av vajer, pianotråd och fjäderapplikationer med hög draghållfasthet.